# Villahermosa del Río
Villahermosa del Río (Valencianisch: Vilafermosa) ist eine Gemeinde (Municipio) mit 490 Einwohnern (Stand: 2024) in der Provinz Castellón in der spanischen autonomomen Region Valencia. 

## Geographie
Villahermosa del Río liegt etwa 41 Kilometer westnordwestlich der Provinzhauptstadt Castellón de la Plana und etwa 90 Kilometer nordnordöstlich von Valencia im Bezirk Alto Mijares in einer Höhe von ca. 755 m. 

## Sehenswürdigkeiten

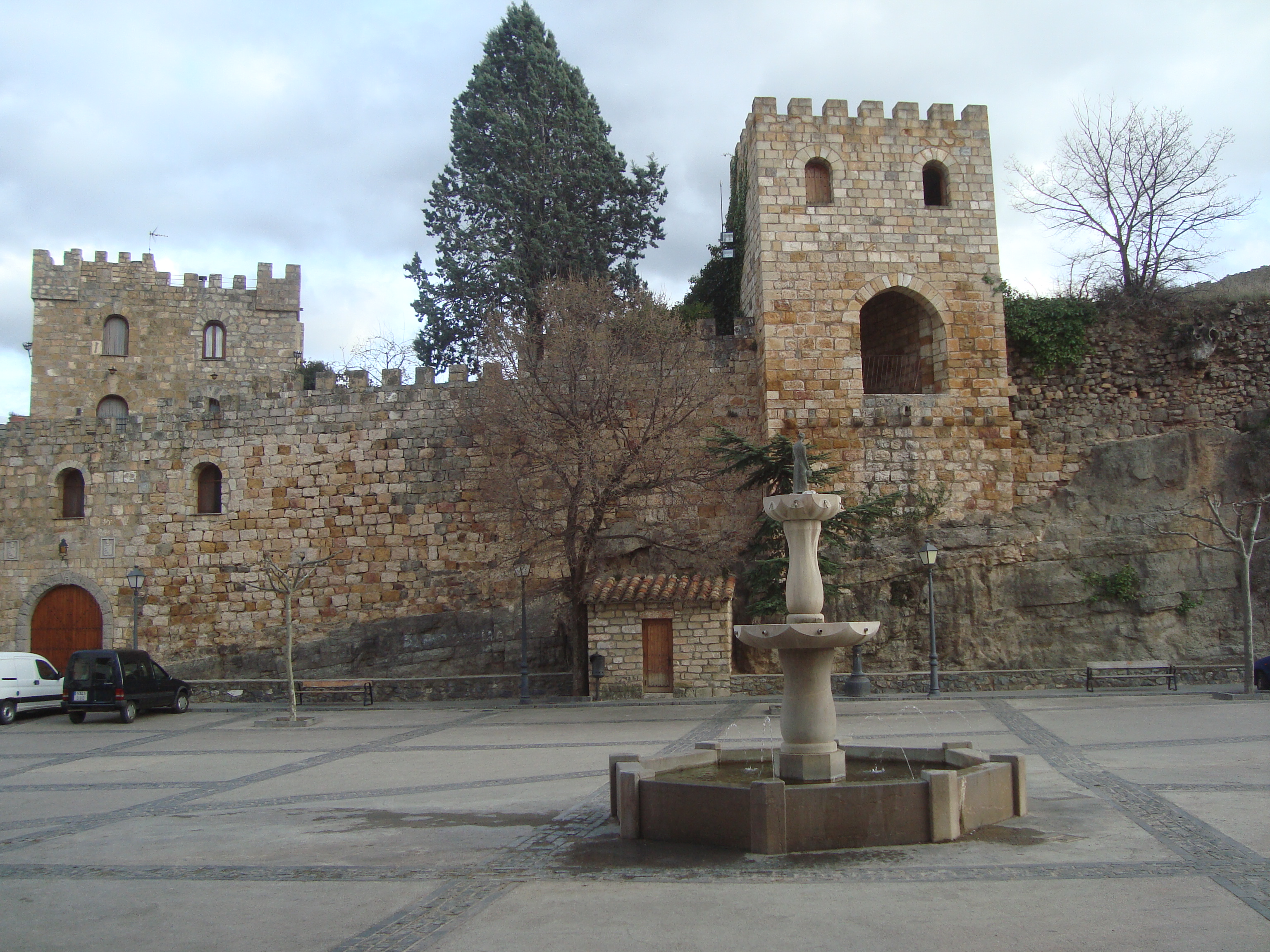
Burganlage
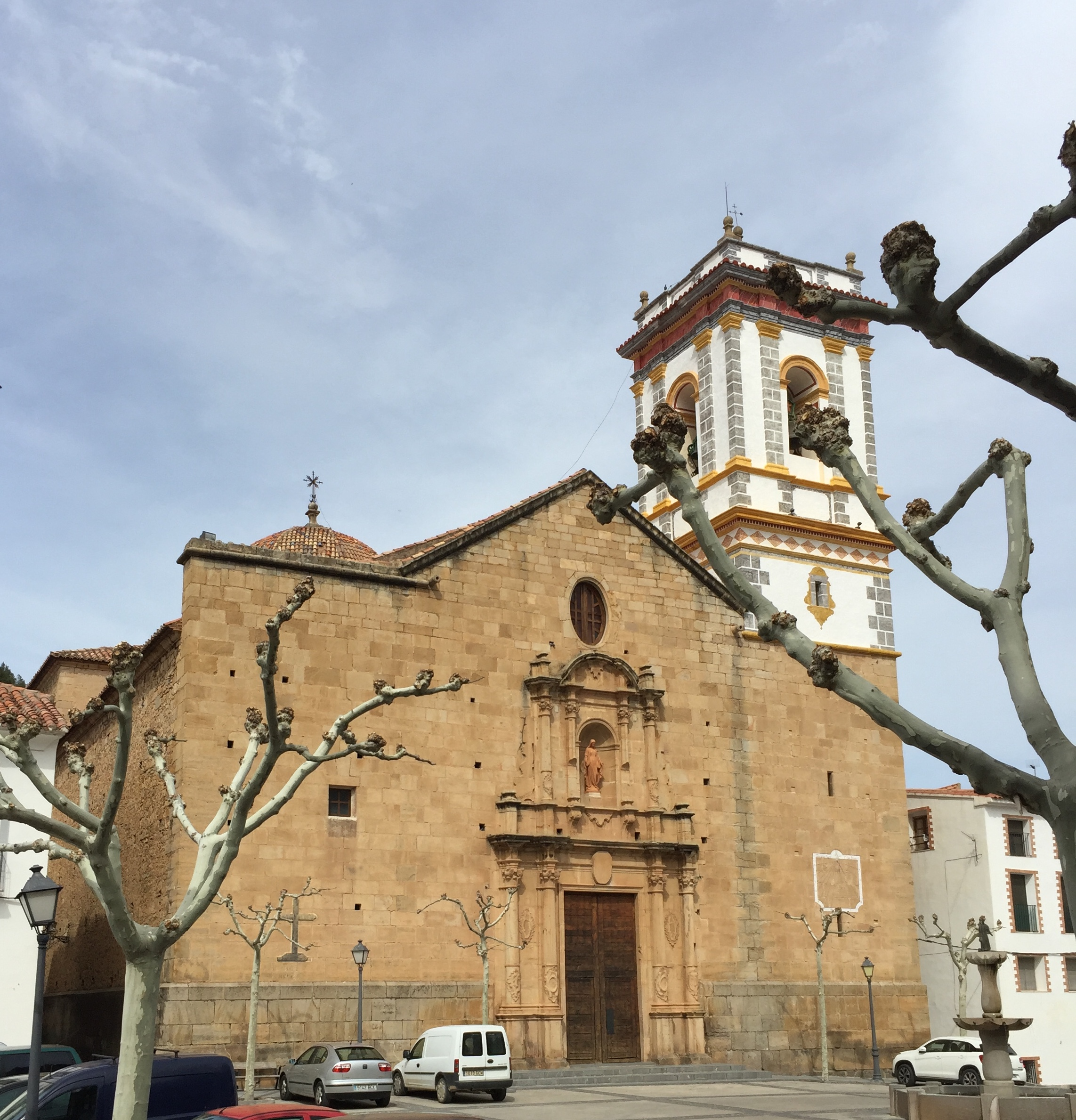
Kirche Mariä Geburt
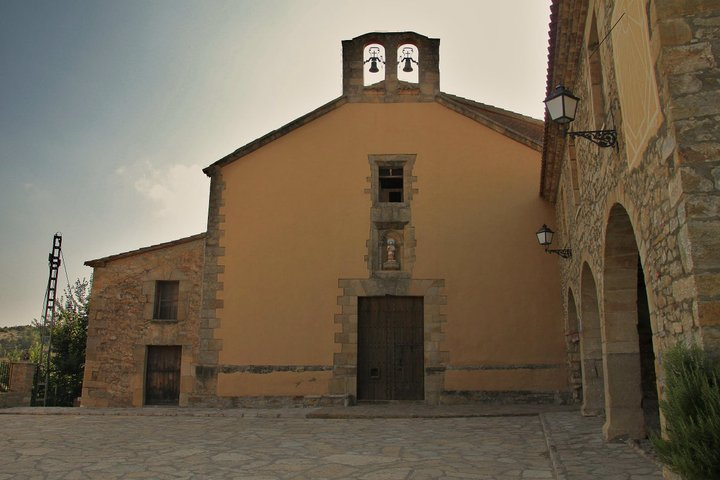
Bartholomäuskapelle
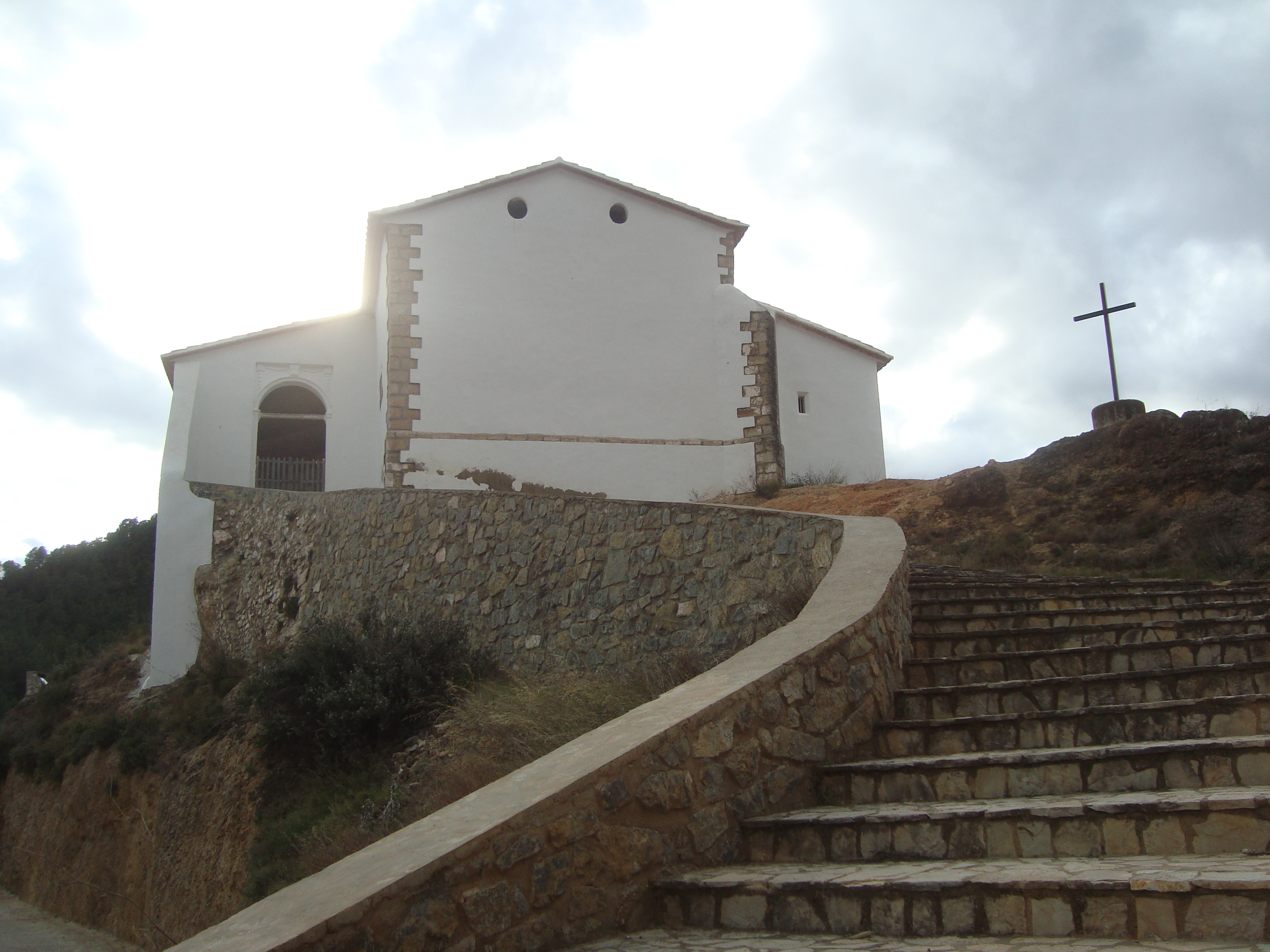
Antoniuskapelle
- Kalvarienkapelle
- Rathaus

- Burganlage
- Kirche Mariä Geburt
- Bartholomäuskapelle
- Antoniuskapelle